# Полум'я Юкона (фільм, 1926)
Полум'я Юкона (англ. The Flame of the Yukon) — американський пригодницький вестерн режисера Джорджа Мелфорда 1926 року.

## Сюжет
Джордж Фаулер, молодий чоловік, який приходить в бар Міас, і власник, «Блек Джек» Хові, намовляє дівчину з бару, відому як «Полум'я», щоб вона обчистила заклад. Коли вона дізнається, що Фаулер не має ніяких грошей, дівчина приймає його на роботу в кафе.

## У ролях
- Сіна Оуен — "Полум'я"
- Арнольд Грей — Джордж Фаулер
- Меттью Бетц — «Блек Джек» Хові
- Джек МакДональд — «Кисле тісто» Джо
- Вадим Уранев — Самотній Джим
- Вініфред Грінвуд — Доллі